# Тяньцзинь-Пукоуская операция
Тяньцзинь-Пукоуская операция (кит. 津浦線作戦, август-сентябрь 1937) — один из эпизодов японо-китайской войны.
После падения Тяньцзиня разбитые китайские войска стали отступать в южном направлении. Чтобы окончательно разгромить противника и принудить Чан Кайши подписать мир на японских условиях, японцы начали преследование противника, намереваясь разгромить его в окрестностях Тяньцзиня. Однако китайские войска быстро отходили, не вступая в сражение, и японская операция выродилась в преследование отступающего противника по расходящимся направлениям вдоль железных дорог.
Одна из важнейших железнодорожных линий Китая шла от Тяньцзиня к Нанкину. В связи с тем, что в то время не было мостов через Янцзы, она доходила только до Пукоу на северном берегу реки. Когда стало ясно, что разгромить отступающую 29-ю армию Сун Чжэюаня одним решительным ударом не удалось, японские войска из состава Северо-китайского фронта получили из Токио приказ остановиться, однако генералы на местах проигнорировали этот приказ и продолжали преследование. Тем не менее, начало сражения за Тайюань вынудило командование фронта перебросить резервы на запад, и преследовавшие противника японские войска остановились в Цзинани на реке Хуанхэ. Боевые действия на этом направлении возобновились лишь весной 1938 года, и привели к сражению за Сюйчжоу.